# 2852 Declercq
2852 Declercq је астероид главног астероидног појаса чија средња удаљеност од Сунца износи 2,784 астрономских јединица (АЈ).
Апсолутна магнитуда астероида је 12,3.